# 中央人民政府最高人民检察署
中央人民政府最高人民检察署，簡稱最高人民检察署、最高檢是中华人民共和国1954年颁布宪法前中央人民政府轄下的国家最高检察机关。於1949年10月22日設立，同年11月1日正式辦公。
1954年9月15日，第一屆全國人民代表大會依照《中華人民共和國憲法》和《中華人民共和國人民检察院组织法》的頒佈改組為中華人民共和國最高人民檢察院。

## 主要官员
- 检察长：罗荣桓
- 副检察长
  - 李六如、蓝公武（无党派）（以上均1949年10月19日任）
  - 高克林（1953年9月18日任）
  - 谭政文（1954年6月19日任）
- 委员：罗瑞卿、杨奇清、何香凝、李锡九、周新民、陈少敏、许建国、汪金祥、李士英、卜盛光、冯基平（1949年10月19日中央人民政府委员会第三次会议通过任命）
- 秘书长：周新民（1949年12月2日中央人民政府委员会第四次会议通过任命）